# Samoa ai Giochi della XXX Olimpiade
Samoa ha partecipato ai Giochi della XXX Olimpiade di Londra, che si sono svolti dal 27 luglio al 12 agosto 2012.
Gli atleti della delegazione samoana sono 8.